# Навахо-Дам (Нью-Мексико)
Навахо-Дам (англ. Navajo Dam) — переписна місцевість (CDP) в США, в окрузі Сан-Хуан штату Нью-Мексико. Населення — 253 особи (2020).

## Географія
Навахо-Дам розташоване за координатами 36°47′57″ пн. ш. 107°42′24″ зх. д. / 36.79917° пн. ш. 107.70667° зх. д. (36.799280, -107.706574).  За даними Бюро перепису населення США в 2010 році переписна місцевість мала площу 5,13 км², з яких 4,65 км² — суходіл та 0,48 км² — водойми.

## Демографія
Згідно з переписом 2010 року, у переписній місцевості мешкала 281 особа в 143 домогосподарствах у складі 86 родин. Густота населення становила 55 осіб/км².  Було 251 помешкання (49/км²).
Расовий склад населення:
| - 78,6 % — білих - 3,2 % — корінних американців - 1,1 % — чорних або афроамериканців - 0,7 % — азіатів - 10,7 % — осіб інших рас |

До двох чи більше рас належало 5,7 %. Частка іспаномовних становила 24,9 % від усіх жителів.
За віковим діапазоном населення розподілялося таким чином: 12,1 % — особи молодші 18 років, 58,0 % — особи у віці 18—64 років, 29,9 % — особи у віці 65 років та старші. Медіана віку мешканця становила 58,2 року. На 100 осіб жіночої статі у переписній місцевості припадало 126,6 чоловіків;  на 100 жінок у віці від 18 років та старших — 126,6 чоловіків також старших 18 років.
Цивільне працевлаштоване населення становило 35 осіб. Основні галузі зайнятості: мистецтво, розваги та відпочинок — 51,4 %, транспорт — 48,6 %.